# Église Notre-Dame-des-Neiges d'Alpe d'Huez
Pour les articles homonymes, voir Notre-Dame-des-Neiges.
L'église Notre-Dame-des-Neiges d'Alpe d'Huez est une église catholique consacrée à la Sainte Vierge, bâtie au XXe siècle sur la commune d'Huez dans la station d'Alpe d'Huez.

## Historique
Une petite chapelle, construite en 1940, plantée au centre de l'Alpe d'Huez, était consacrée au culte marial. Trop petite pour accueillir les nombreux touristes des Jeux olympiques de 1968, le curé Jaap Reuten, Hollandais, imagine le projet d'une nouvelle église, appelée Centre Notre-Dame des Neige, qui se veut ouverte à tous dans la ligne de Vatican II. Il demande en 1960 à Jean Le Boucher et à l'architecte Jean Marol (1930-2010) de faire construire une église en forme de tente (représentant celle du patriarche Abraham). De magnifiques vitraux entourent la nef, de forme ovale, représentant la vie de Jésus-Christ d'après l'évangile de saint Marc, réalisés par l'artiste Arcabas. Le financement est assuré par plusieurs associations créées par le père Reuten, avec le soutien de nombreux mécènes et l'appui du diocèse. Dans les premiers temps, les conférences de presse du Tour de France cycliste se tenaient même dans l'église pour assurer sa promotion.
Dans le chœur, fut ensuite installé un orgue, unique au monde, en forme de main. L'instrument fut dessiné par le compositeur Jean Guillou et réalisé par le facteur d'orgues allemand Detlef Kleuker. Un concert d'orgue s'y tient chaque jeudi soir, hiver comme été, et des stages d'orgues sont organisés chaque été par Jean-Paul Imbert, qui a pris la suite de Jean Guillou.
En bas, se trouve une crypte, consacrée à saint Nicolas. Sur l'une des cloches, en mémoire des Jeux d'hiver qui avaient été à l'origine de l'église, sont gravés les anneaux olympiques et la devise des jeux Citius Altius Fortius (« Plus vite, plus haut, plus fort »).
L'église dépend de la paroisse de saint Bernard en Oisans et du diocèse de Grenoble-Vienne. Elle est gérée sur les plans administratif et culturel par l'association Notre-Dame des Neiges, qui a réunifié les trois associations de l'origine.

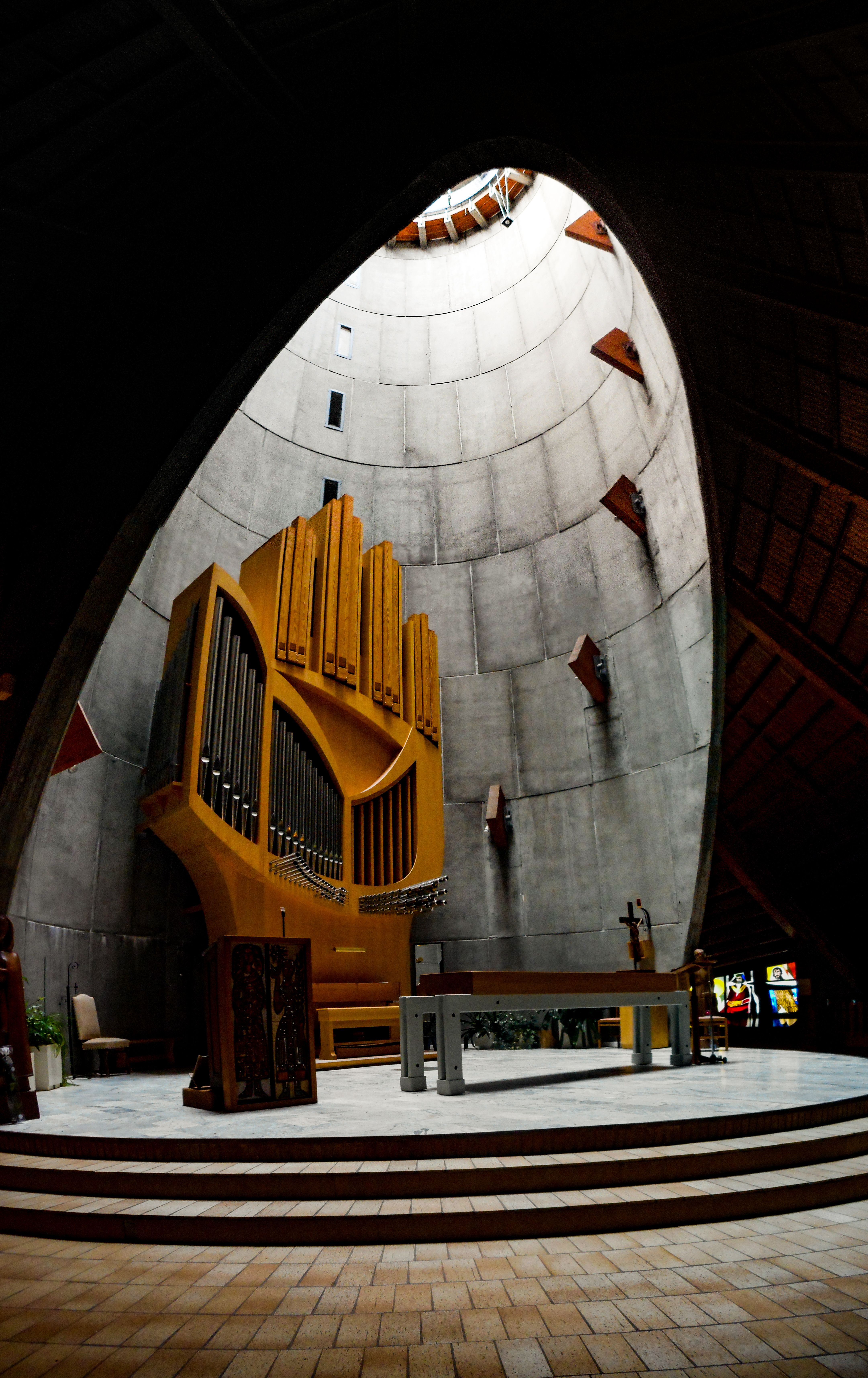
Orgue par Detlef Kleuker.